# Antennas to Hell
Az Antennas to Hell a Slipknot első válogatásalbuma. Az album az összes nagylemezből használt forrásokat, kivéve a régi időkben készülő nem hivatalos nagylemezből, az M.F.K.R-ből. Az album tartalmazza a koncerteken leggyakrabban játszott dalokat időrendben albumok szerint. 2012. július 23-án jelent meg az Egyesült Királyságban és július 24-én az USA-ban.

## Az album dalainak listája
|     | Cím                  | Hossz |
| --- | -------------------- | ----- |
| 1.  | (sic)                | 3:19  |
| 2.  | Eyeless              | 3:56  |
| 3.  | Wait and Bleed       | 2:27  |
| 4.  | Spit it Out          | 2:39  |
| 5.  | Surfacing            | 3:38  |
| 6.  | People=Shit          | 3:35  |
| 7.  | Disasterpiece        | 5:08  |
| 8.  | Left Behind          | 4:01  |
| 9.  | My Plague            | 3:40  |
| 10. | The Heretic Anthem   | 4:14  |
| 11. | Purity               | 4:14  |
| 12. | Pulse of the Maggots | 4:19  |
| 13. | Duality              | 4:12  |
| 14. | Before I Forget      | 4:38  |
| 15. | Vermillion           | 5:25  |
| 16. | The Blister Exists   | 5:19  |
| 17. | Sulfur               | 4:37  |
| 18. | Psychosocial         | 4:43  |
| 19. | Dead Memories        | 4:27  |
| 20. | Snuff                | 4:40  |

## Közreműködők
- (#0) Sid Wilson – lemezlovas
- (#1) Joey Jordison – dobok
- (#2) Paul Gray – basszusgitár
- (#3) Chris Fehn – ütőhangszerek, háttérvokál
- (#4) Josh Brainard – gitár (az 5. dalig)
- (#4) Jim Root – gitár (az 5. daltól)
- (#5) Craig Jones – sampler
- (#6) Shawn Crahan – ütőhangszerek, háttérvokál
- (#7) Mick Thomson – gitár
- (#8) Corey Taylor – ének